# Виден Георгиев
Виден Иванов Георгиев е български учен, един от водещите специалисти в областта на спортната физиология и медицина, както и автор на публицистика и художествена литература. Научните му постижения са основно в областта на неврофизиологията и кръвообращението. Основоположник е на учението за регионалното кръвообращение у спортистите при извършването на физически усилия.

## Биография и научна дейност
Виден Георгиев е роден през 1925 година в село Гинци, Годечка община в семейството на Иван Георгиев Марков – учител, краевед и просветител в Годечкия край.
През 1954 година завършва медицина в Медицински университет - София. Дълги години работи в катедра „Физиология и биохимия“ на Националната спортна академия в качеството му на асистент (1955), доцент (1967) и редовен професор (1975).
През 1963 година защитава научна степен „доктор“ в Института по експериментална медицина при Руската академия на медицинските науки в Санкт Петербург, където дисертационният му труд „Функциональные изменения сосудов некоторых внутренних органов при дозированной работе“, е награден като един от най-добрите, защитени в института през 1963 г.
През следващата 1964 година след спечелен конкурс на Международната организация за изследване на мозъка (на английски: International Brain Research Organization, IBRO) проведен в ЮНЕСКО, Георгиев специализира неврофизиология във Франция, където остава да работи до 1966 година: през първата година като научен изследовател в Лабораторията по неврофизиология при Френския национален здравен институт, а впоследствие и в катедрата по физиология на Сорбоната.  Научните изследвания, проведени там, резултират в нови данни в организацията на кожно-мускулните рефлекси и нов оригинален метод за имплантиране на електроди в гръбначния мозък на котки с оглед изследване на спиналната биоелектрична активност в хронични условия.
Проф. д-р Виден Георгиев има публикувани в България и в чужбина над 100 научни публикации, в това число учебници, учебни ръководства и две монографии:
- „Проприорецептори и кръвообращение“, Изд. „Медицина и физкултура“, София, 1965;
- „Периферно и мозъчно кръвообращение при физически усилия“, Издателство на НСА, София, 1991.

Съавтор е (заедно с Добромир Добрев, Вельо Гаврийски и Доротея Стефанова) на първия български учебник по „Физиология на човека с физиология на спорта“ (Изд. „Медицина и физкултура“, София, 1973). Участва в повече от 30 научни национални и международни конгреси и научни конференции. Публикациите му са цитирани в страната и чужбина.

## Публицистика
Виден Георгиев е автор на над 40 статии в печатни медии по различни обществени въпроси, и основно свързани с науката и образованието. 
Автор е на Концепция и проект за нов Закон за научните степени и научните звания, които са депозирани в МОН (2005). Сред предложенията в тях са деполитизация на атестационния орган чрез отделянето му от изпълнителната власт, и принципите за повишаване на обективността и компетентността на атестационния процес. Тези свои виждания Георгиев защитава на две научни конференции на БАН (2006, 2008), и в множество публикации в пресата. Последните са издадени от Федерацията на университетските синдикати (ФУНИС) в публицистичния сборник „Законът за развитие на академичния състав в Република България – да или не!“, 2015 година.
Виден Георгиев е автор на романите:
- „По-силна от смъртта“ (ИК „Фабер“, София, 2013)
- „Бъргърови“ (ИК „Фараго“, София, 2015)

и на сборниците с разкази: 
- „Среднощен разговор“ (ИК „Фараго“, София, 2016)
- „Между живота и смъртта“ (ИК „Фараго“, София, 2018)
- „Отново под бащината стряха“ (ИК „Български бестселър“, София, 2021)

## Признание
През 1977 г. става действителен член на Ню Йоркската академия на науките с право на номинации за негови органи. Проф. Виден Георгиев е съучредител на гражданското „Движение за развитие и защита на науката и висшето образование“ (ДРЗНВО) и член на Съюза на независимите български писатели (СНБП).
Творческата му биография е поместена в международни справочници като „Американски биографичен институт“, „Кой, кой е в медицината и здравеопазването“, Международния биографичен център в Кеймбридж, а така също и в книгата „Biography International“, Делхи, Индия и др.
За приносите си в науката е награждаван с много грамоти и медали, между които и орден „Червено знаме на труда“ и орден „Кирил и Методий“ III степен.